# Dixon, Kalifornien
Dixon är en stad (city) i Solano County, i delstaten Kalifornien, USA. Enligt United States Census Bureau har staden en folkmängd på 18 536 invånare (2011) och en landarea på 18,1 km².